# Chryzejda (okeanida)
Chryzejda alternatywnie Chryseis (gr.  Χρυσηΐς trb. Khrysēís) – w mitologii greckiej jedna z 3000 okeanid, córka tytana Okeanosa i tytanidy Tetydy. W jednym z hymnów homeryckich Chryzejda wraz z siostrami przebywała na łące wraz z Persefoną, gdy została porwana przez Hadesa.  
W mitologii greckiej występuje kilka postaci o imieniu Chryzejda.

## W kulturze
- Hezjod, Theogonia
- hymn homerycki do Demeter